# Bad (canción de Michael Jackson)
«Bad» —en español: Malo— es una canción del cantante estadounidense Michael Jackson. Epic Records la lanzó el 7 de septiembre de 1987, como el segundo sencillo de su séptimo álbum de estudio, Bad. Jackson la escribió y compuso, mientras que la producción estuvo a cargo de Jackson y Quincy Jones. Está influenciada por una historia real que Jackson leyó sobre un joven que intentó escapar de la pobreza asistiendo a un colegio privado, pero que fue asesinado cuando regresó a casa. La canción fue interpretada en vivo en la gira Bad y en la primera etapa de la gira Dangerous.
«Bad» recibió críticas positivas, y algunos críticos señalaron que ayudó a dar a Jackson una imagen más vanguardista. Alcanzó el número uno en la lista Billboard Hot 100, donde permaneció dos semanas, convirtiéndose en el segundo sencillo número uno del álbum y el octavo número uno de Jackson en dicha lista. También alcanzó el número uno en las listas Hot R&B Singles, Hot Dance Club Play y Rhythmic. Obtuvo el certificado de platino de la Recording Industry Association of America (RIAA). A escala internacional, la canción también tuvo éxito comercial, situándose en los primeros puestos de las listas de Irlanda, Noruega, España y los Países Bajos, así como entre las diez primeras en Australia, Austria, Canadá, Francia, Alemania Occidental, Nueva Zelanda, Suiza, Suecia y el Reino Unido.
El cortometraje de «Bad» se estrenó en un especial de televisión, Michael Jackson: The Magic Returns, en la CBS en horario de máxima audiencia el 31 de agosto de 1987. Martin Scorsese lo dirigió y lo coprotagonizado con Wesley Snipes en una de sus primeras apariciones. El vídeo, inspirado en parte en la película West Side Story, muestra a Jackson y a un grupo de gánsteres que representan a una banda callejera bailando en una estación de metro, ambientada en la estación de las calles Hoyt-Schermerhorn. Ha sido elogiado por la crítica como un icono y uno de los mejores vídeos de todos los tiempos; el atuendo de Jackson ha sido reconocido como una influencia en la moda.

## Antecedentes e inspiración
Michael Jackson escribió y grabó «Bad» en 1986. Jackson y Quincy Jones la coprodujeron, e se incluyó como canción principal en el séptimo álbum de estudio de Jackson, publicado en 1987. Jackson planeó hacer un dueto en «Bad» con el músico Prince, pero éste declinó la invitación; en una entrevista posterior, Prince dijo: «La primera línea de esa canción es 'tu culo es mío'. Entonces dije: '¿Quién va a cantarle eso a quién?' ... porque seguro que tú no me lo vas a cantar a mí, y seguro que yo no te lo voy a cantar a ti». Prince, en cambio, le presentó su canción «Wouldn't You Love To Love Me», pero Jackson la rechazó y se la dio a Taja Sevelle.

En su autobiografía de 1988, Moonwalk, Jackson escribió:
«Bad» es una canción sobre la calle. Trata de un chico de un barrio malo que se va a un colegio privado. Vuelve a su antiguo barrio cuando está de vacaciones y los chicos del barrio empiezan a darle problemas. Canta: «Yo soy malo, tú eres malo, ¿quién es malo, quién es el mejor?». Está diciendo que cuando eres fuerte y bueno, entonces eres malo.
En una entrevista concedida en 1988 a las revistas Ebony y Jet, Jackson dijo que se había inspirado en una historia real que había leído en Time o Newsweek. Jackson declaró que la historia trataba de un estudiante que iba a la escuela en el norte del estado de Nueva York, que era «del gueto», había intentado hacer algo de su vida y planeaba dejar atrás a todos sus amigos cuando volviera de las vacaciones de Acción de Gracias. Añadió que los celos de los amigos del estudiante los llevaron a matarlo; Jackson declaró que la muerte del estudiante no se incluyó en el vídeo musical. Varios biógrafos de Jackson han llegado a la conclusión de que la historia a la que se refería era la de Edmund Perry. Sin embargo, Perry no fue asesinado por niños de su barrio, sino por un agente de policía vestido de paisano cuando Perry y su hermano supuestamente atacaron y golpearon fuertemente al agente en un intento de atraco.

## Composición
La canción está escrita en la tonalidad de La menor con un compás en tiempo común. El tono se eleva casi un cuarto de tono entero desde el tono estándar, A440 Hz, hasta aproximadamente A454 Hz. El registro vocal de Jackson va de Sol3 a La5. La pista tiene un tempo de 114 pulsaciones por minuto. La línea de bajo principal se basa en la escala pentatónica del blues.
«Bad» se vio como una progresión revivida de «Hit the Road Jack». Davitt Sigerson escribió en la revista Rolling Stone: «Cuando Jackson declara que 'el mundo entero tiene que responder ahora mismo', no está alardeando, sino haciendo una declaración de hecho sobre su extraordinario estrellato. En todo caso, está despreciando la autocoronación de la realeza funk menor e invitando a su voluble público a desdeñarle si se atreve». Sigerson comparó el tema con material de James Brown, cuyo «It's a Man's Man's Man's World» se referencia abiertamente en la introducción de cuatro notas cromáticas de metal de la canción. Desde el punto de vista lírico, «Bad» se refiere a demostrar a la gente que eres duro alardeando, con Jackson preguntando «¿quién es malo?».

## Recepción

### Comercial
«Bad» se situó en el número ocho de la lista Billboard Hot 100 el 10 de octubre de 1987 y alcanzó el número uno el 24 de octubre de ese año. Se mantuvo en la primera posición durante dos semanas consecutivas, con lo que se convirtió en el segundo sencillo número uno del álbum Bad de Jackson en la lista, y el octavo número uno de Jackson en general. También alcanzó el número uno en las listas Billboard Hot R&B Singles y Billboard Hot Dance Club Play. Tuvo éxito comercial a escala internacional, situándose generalmente entre los diez primeros puestos y alcanzando la primera posición en algunas listas. Debutó en el número cinco de las listas del Reino Unido el 26 de septiembre de 1987. La semana siguiente, la canción alcanzó el número tres, donde permaneció dos semanas. Permaneció entre los diez primeros puestos de la lista durante cuatro semanas, y estuvo entre los 100 primeros durante un total de once semanas en 1987. Alcanzó el número cinco en las listas musicales canadienses el 7 de noviembre de 1987, mientras que alcanzó el número cuatro en Suecia el 14 de octubre de 1987. La canción pasó cuatro semanas entre las diez primeras de la lista. El 3 de octubre, debutó en el número nueve en Francia y, tras seis semanas entre los diez primeros puestos, la canción alcanzó el número cuatro el 14 de noviembre. Debutó en las listas musicales neozelandesas en el número cuatro el 18 de octubre, y a la semana siguiente alcanzó su posición más alta, el número dos. La canción se mantuvo entre las diez primeras durante las cinco semanas siguientes. La canción estuvo entre las cincuenta primeras durante quince semanas en 1987 y 1988.
La canción también alcanzó el número dos en Noruega en la trigésimo novena semana de 1987, y se mantuvo entre las diez primeras posiciones durante ocho semanas en 1987. La canción también tuvo mucho éxito en las listas musicales australianas, alcanzando el número cuatro. Debutó en las listas austriacas en el número diez el 1 de noviembre de 1987. La semana siguiente la canción salió del top ten y a la semana siguiente volvió a la lista de las diez más populares en el número nueve, que fue su posición máxima. La canción debutó en el número ochenta y siete en las listas holandesas el 9 de septiembre de 1987. La semana siguiente, la canción ascendió al número once, setenta y tres posiciones más que la semana anterior. La canción alcanzó el número uno y se mantuvo en la primera posición durante dos semanas consecutivas. En 2006, la música de Jackson volvió a entrar en las listas tras la reedición de su álbum Visionary. El tema entró en las listas españolas por primera vez el 4 de abril de 2006, y debutó en la primera posición. Se mantuvo entre las veinte primeras posiciones durante nueve semanas consecutivas. La canción debutó en su posición más alta en el número cinco en Italia el 6 de abril. Tras la muerte de Jackson en junio de 2009, su música volvió a entrar en las listas de éxitos de todo el mundo. En julio, la canción alcanzó el número once en Italia, el número veinte en España, el número veinticinco en Suecia, el número treinta y siete en Dinamarca y el número cuarenta en el Reino Unido.

#### Listas
| País                | Ranking                               | Posición | Ref.   |
| ------------------- | ------------------------------------- | -------- | ------ |
| Alemania Occidental | GfK                                   | 4        | [ 16 ] |
| Australia           | Australian Music Report               | 4        | [ 17 ] |
| Austria             | Ö3 Austria Top 40                     | 9        | [ 18 ] |
| Bélgica             | Ultratop 50 Flandes                   | 1        | [ 19 ] |
| Canadá              | RPM Canada Top Singles                | 5        | [ 20 ] |
| Canadá              | RPM Canada Adult Contemporary         | 1        | [ 21 ] |
| España              | AFYVE                                 | 3        | [ 22 ] |
| Estados Unidos      | Billboard Hot 100                     | 1        | [ 23 ] |
| Estados Unidos      | Billboard Adult Contemporary          | 33       | [ 24 ] |
| Estados Unidos      | Billboard Dance Club Songs            | 1        | [ 25 ] |
| Estados Unidos      | Billboard Hot Black Singles           | 1        | [ 26 ] |
| Estados Unidos      | Billboard Hot Crossover               | 1        | [ 27 ] |
| Estados Unidos      | Cash Box Top 100                      | 1        | [ 28 ] |
| Estados Unidos      | Radio & Records CHR/Pop Airplay Chart | 1        | [ 29 ] |
| Finlandia           | Suomen virallinen singlelista         | 6        | [ 30 ] |
| Francia             | SNEP                                  | 4        | [ 31 ] |
| Hungría             | MAHASZ                                | 6        | [ 32 ] |
| Irlanda             | IRMA                                  | 1        | [ 33 ] |
| Italia              | Musica e Dischi                       | 1        | [ 34 ] |
| Países Bajos        | Dutch Top 40                          | 1        | [ 35 ] |
| Países Bajos        | Single Top 100                        | 1        | [ 36 ] |
| Nueva Zelanda       | Recorded Music NZ                     | 2        | [ 37 ] |
| Noruega             | VG-lista                              | 2        | [ 38 ] |
| Reino Unido         | OCC UK Singles                        | 3        | [ 39 ] |
| Sudáfrica           | EMA                                   | 4        | [ 40 ] |
| Suecia              | Sverigetopplistan                     | 4        | [ 41 ] |
| Suiza               | Schweizer Hitparade                   | 3        | [ 42 ] |

| País         | Ranking        | Posición | Ref.   |
| ------------ | -------------- | -------- | ------ |
| España       | PROMUSICAE     | 1        | [ 43 ] |
| Francia      | SNEP           | 45       | [ 31 ] |
| Irlanda      | IRMA           | 24       | [ 33 ] |
| Italia       | FIMI           | 5        | [ 44 ] |
| Países Bajos | Single Top 100 | 27       | [ 36 ] |
| Reino Unido  | OCC UK Singles | 16       | [ 45 ] |

| País           | Ranking                      | Posición | Ref.   |
| -------------- | ---------------------------- | -------- | ------ |
| Australia      | ARIA                         | 27       | [ 46 ] |
| Austria        | Ö3 Austria Top 40            | 38       | [ 18 ] |
| Canadá         | Hot Canadian Digital Singles | 30       | [ 14 ] |
| Dinamarca      | Tracklisten                  | 37       | [ 47 ] |
| España         | PROMUSICAE                   | 20       | [ 43 ] |
| Estados Unidos | Billboard Hot Digital Songs  | 23       | [ 14 ] |
| Francia        | SNEP France Downloads        | 12       | [ 48 ] |
| Italia         | FIMI                         | 11       | [ 44 ] |
| Países Bajos   | Single Top 100               | 53       | [ 36 ] |
| Suecia         | Sverigetopplistan            | 25       | [ 41 ] |
| Suiza          | Schweizer Hitparade          | 15       | [ 42 ] |
| Reino Unido    | OCC UK Singles               | 40       | [ 45 ] |

| País                | Ranking                                | Posición | Ref.   |
| ------------------- | -------------------------------------- | -------- | ------ |
| Alemania Occidental | GfK                                    | 75       | [ 49 ] |
| Australia           | Australian Music Report                | 2        | [ 17 ] |
| Bélgica             | Ultratop Flanders                      | 24       | [ 50 ] |
| Canadá              | RPM Canada Top Singles                 | 24       | [ 51 ] |
| Europa              | Music & Media European Top 100 Singles | 22       | [ 52 ] |
| Países Bajos        | Dutch Top 40                           | 37       | [ 53 ] |
| Países Bajos        | Single Top 100                         | 14       | [ 54 ] |
| Reino Unido         | OCC UK Singles                         | 57       | [ 55 ] |
| Estados Unidos      | Billboard Hot 100                      | 59       | [ 56 ] |
| Estados Unidos      | Billboard Crossover Singles            | 12       | [ 57 ] |
| Estados Unidos      | Billboard Hot Black Singles            | 46       | [ 58 ] |
| Estados Unidos      | Cash Box                               | 24       | [ 59 ] |

| País           | Organismo certificador | Certificación | Ventas  | Ref.   |
| -------------- | ---------------------- | ------------- | ------- | ------ |
| Australia      | ARIA                   | Platino       | 70 000  | [ 60 ] |
| Canadá         | Music Canada           | 2× Platino    | 160 000 | [ 61 ] |
| Francia        | SNEP                   | Plata         | 250 000 | [ 62 ] |
| Japón          | RIAJ                   | Oro           | 100 000 | [ 63 ] |
| Nueva Zelanda  | RMNZ                   | Oro           | 15 000  | [ 64 ] |
| Reino Unido    | BPI                    | Platino       | 600 000 | [ 65 ] |
| Estados Unidos | RIAA                   | Platino       | 1 000   | [ 66 ] |

### Crítica
«Bad» fue bien recibida por la crítica musical contemporánea. Algunos críticos señalaron que la canción ayudó a que la imagen de Jackson se volviera más vanguardista. Davitt Sigerson, escritor de la revista Rolling Stone, comentó que el tema no necesita «defensa» y elogió en general la interpretación vocal de Jackson en la canción.  Stephen Thomas Erlewine, de AllMusic, incluyó «Bad», junto con otras dos canciones del álbum, entre las once más populares. En otra crítica de la canción, Erlewine comentó que la voz de Jackson «sonaba como [si fuera] el hijo ilegítimo de James Brown y Mavis Staples» y añadió que «musicalmente hablando, en este caso, «Bad» es muy buena».  También señaló que la «autoridad y fanfarronería» del tema ayudaron a «humanizar» a Jackson y «cambiaron su imagen», al remarcar que era «divertido oírle hablar mal y ser su mayor defensor». Jennifer Clay, de Yahoo Music, señaló que, aunque la nueva imagen de Jackson era «un poco difícil de digerir», la imagen funcionó musicalmente en las canciones del álbum Bad, «Man in the Mirror» y «Dirty Diana».

## Video musical

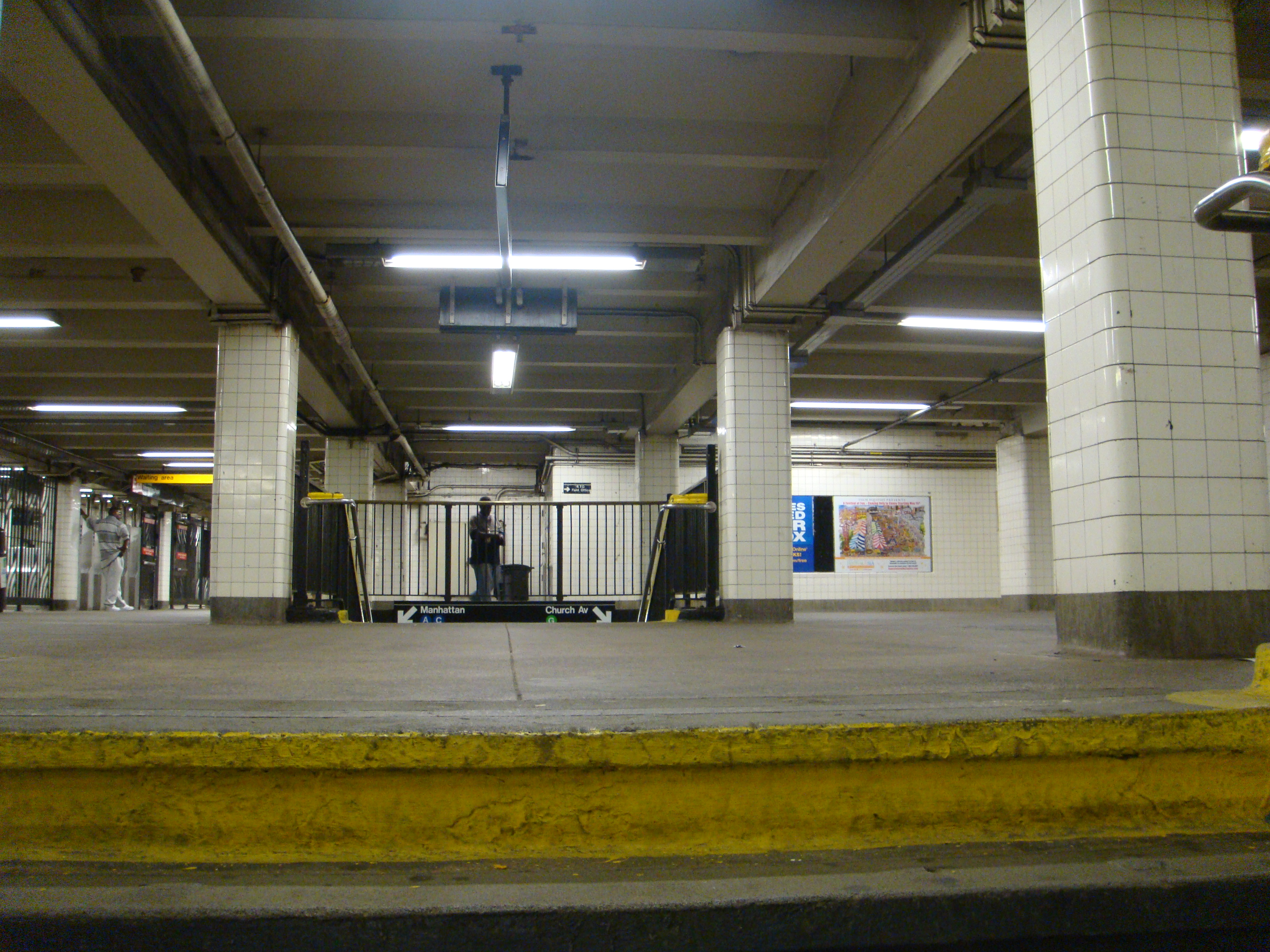
Estación Hoyt-Schermerhorn en Nueva York, Estados Unidos, donde se filmó parte del video musical de «Bad».

El vídeo musical completo de «Bad» es un cortometraje de 18 minutos escrito por el novelista y guionista Richard Price, rodado por Michael Chapman y dirigido por Martin Scorsese. El vídeo se rodó en Brooklyn durante un periodo de 6 semanas en noviembre y diciembre de 1986. El vídeo tiene muchas referencias a la película de 1961 West Side Story, especialmente a la secuencia «Cool». En el vídeo se utilizó una versión diferente de la canción, a diferencia de la versión comercial. Esta versión, con un solo de órgano diferente en el medio, aún no se ha comercializado. 
En el vídeo, Jackson interpreta a un adolescente llamado Darryl, que acaba de terminar un curso en un caro colegio privado. Regresa a la ciudad y toma el metro para volver a su descuidado barrio. Darryl encuentra su casa vacía, donde es recibido por sus viejos amigos, liderados por Mini Max (un entonces casi desconocido Wesley Snipes). Al principio, las relaciones son amistosas, pero ligeramente incómodas, pero la pandilla empieza a darse cuenta de lo mucho que ha cambiado Darryl y de lo incómodo que se ha vuelto con sus actividades delictivas. Darryl lleva a la banda a la estación de metro (Hoyt-Schermerhorn Streets, en Brooklyn) en un intento de demostrar a sus amigos que sigue siendo «malo» al robar a un anciano. En el último momento cambia de opinión y Max le reprende, diciéndole a Darryl que ya no es malo. Ante la provocación de Darryl, el vídeo le muestra junto a un grupo de jóvenes callejeros bailando mientras canta la canción «Bad». Darryl insiste en que Max está abocado a una caída que casi es la perdición de Darryl. Al final, Max acepta que Darryl está mejor sin él y le deja en paz tras un último apretón de manos. 
El vídeo no se publicó comercialmente hasta que se incluyó en los álbumes de vídeo; Video Greatest Hits - HIStory (versión larga en DVD y versión corta en VHS), Number Ones (versión corta), Michael Jackson's Vision (versión larga) y el DVD de la versión Target de Bad 25 (versión corta). El vídeo completo se presentó en un especial de televisión, Michael Jackson: The Magic Returns, en Primetime, un programa de televisión de la CBS el 31 de agosto de 1987. El vídeo completo ha sido galardonado en varias ceremonias de premios de prestigio, entre ellos el de Sencillo Favorito (Soul/R&B) en los American Music Awards y el de Álbum Más Vendido por un Solista Masculino en el Reino Unido del Libro Guinness de los Récords. El vídeo ha sido elogiado por la crítica como uno de los más icónicos y grandes de todos los tiempos; el atuendo de Jackson ha sido citado como influencia en la moda.
Tras la muerte de Jackson en junio de 2009, Letitia James, del Ayuntamiento de Nueva York, empezó a intentar convencer a la agencia de que cambiara el nombre o el nombre conjunto de la estación de las calles Hoyt-Schermerhorn o de que colgara una placa en la estación en honor de Jackson. Sin embargo, su petición fue denegada por la Autoridad Metropolitana de Transporte en septiembre de 2009. James comentó: «La visita de Michael Jackson y su moonwalk en esta estación fue un gran acontecimiento no sólo para Brooklyn, sino para todo Nueva York en los años 80... Y renombrar esta estación en su honor la pondría en el mapa y ayudaría a que la gente no lo olvidara». Una fuente de la MTA comentó que ninguna estación de metro de la red lleva el nombre de una persona, sobre todo porque podría confundir a los usuarios. La MTA también se negó a colocar una placa en la estación, debido a que las directrices de la MTA lo prohíben.

### Coreografía
Los coreógrafos del vídeo, Jackson, Jeffrey Daniel y Gregg Burge, se inspiraron en West Side Story a la hora de diseñar las rutinas de baile, pero quisieron mantener la escena más contemporánea e incorporaron el «moonwalk» a los movimientos. El coreógrafo asistente Jeffrey Daniel comentó: «Es como si un tren atravesara la pantalla... y ése es el efecto que buscaba y funcionó». El vídeo musical recibió una nominación a la coreografía en la ceremonia de los MTV Video Music Awards de 1988. Tanto el vídeo de «Bad» como el de «The Way You Make Me Feel» de Michael Jackson estaban nominados a la mejor coreografía. Sin embargo, el vídeo de Janet Jackson «The Pleasure Principle» ganó el premio.

## Interpretaciones en vivo
«Bad» se interpretó durante la serie de conciertos de la gira mundial Bad de Jackson de 1987 a 1989, tanto en la primera como en la segunda parte, como canción final en la primera parte y decimosexta canción en la segunda parte del setlist. La canción también se incluyó sólo en la primera parte de la gira Dangerous World Tour de Jackson. Una versión en directo de la canción en Wembley 1988 y Yokohama 1987 está disponible en el DVD Live at Wembley July 16, 1988.

## Versiones y parodias
A lo largo de los años, la exitosa canción de Michael Jackson «Bad» ha servido de inspiración para diversas parodias, versiones y homenajes. En 1987, el actor y cómico británico Lenny Henry creó una parodia de la canción, titulada «Mad». Un año después, «Weird Al» Yankovic grabó su propia parodia del tema, llamada «Fat», que recibió la aprobación del propio Jackson para rodar un vídeo musical en el mismo set de metro utilizado en el vídeo original de «Bad».
El álbum Plunderphonics de John Oswald de 1989 incluía una versión de «Bad» llamada «Dab», en la que cortaba, superponía y reorganizaba la canción. Sin embargo, en 1990 tuvo que enfrentarse a una demanda de la Asociación Canadiense de la Industria Discográfica, que le obligó a destruir todas las copias del álbum que no se habían distribuido. Un año después, la cantante LaToya Jackson (hermana de Michael) muestreó «Bad» en su canción «He's my brother» incluida en su album Bad Girl como homenaje a su hermano.
En 2012, la exitosa serie Glee dedicó un episodio titulado «Michael» a homenajear al Rey del Pop, donde el grupo Beelzebubs (como parte de The Warblers) interpretó una versión a capela del tema. Esta grabación debutó en el puesto 80 del Billboard Hot 100 y alcanzó posiciones en listas como Billboard Digital Songs (n.º 48) y Billboard Adult Pop Songs (n.º 29) durante febrero de ese año.
Ese mismo año, como parte del relanzamiento del álbum Bad 25, se lanzó un remix oficial titulado «Bad 2012», producido por Afrojack y DJ Buddha con un verso adicional de Pitbull. Publicado el 14 de agosto en plataformas digitales, el tema tuvo una recepción crítica abrumadoramente negativa: medios como Los Angeles Times lo tildaron de «terrible e insultante para el legado de Jackson», mientras que The Guardian ironizó sobre la participación de Pitbull llamándolo «el peor rapero del mundo». El legado de «Bad» continuó en 2018, cuando Billie Eilish y su hermano Finneas O'Connell versionaron el tema para el segmento Like a Version.

## Listados de pistas y formatos
| Sencillo de siete pulgadas para el Reino Unido 1. «Bad» (maxisencillo 7") – 4:06 2. «Bad» (Remezcla dance edición para la radio) – 4:54 Sencillo de doce pulgadas para el Reino Unido 1. «Bad» (versión mezcla de baile extendida) – 8:24 2. «Bad» (Versión doblada) – 4:05 3. «Bad» (A cappella) – 3:49 Sencillo de siete pulgadas para Europa y Estados Unidos 1. «Bad» – 4:06 2. «I Can't Help It» – 4:28 Sencillo en CD para Estados Unidos 1. «Bad» (versión mezcla de baile extendida) – 8:24 2. «Bad» (maxisencillo 7") – 4:06 3. «Bad» (Remezcla dance edición para la radio) – 4:54 4. «Bad» (versión doblada) - 4.05 5. «Bad» (A cappella) – 3:49 | Versión CD 1. «Bad» (maxisencillo 7") - 4:06 2. «Bad» (Mezcla extendida de baile con «falso desvanecimiento») - 8:22 Versión DVD 1. «Bad» (video musical (versión corta)) – 4:20 2. «Bad» (video musical) – 18:06 1. «Bad» (De la película Despicable Me 3) 2. «Bad» (De la película Megamind) |

## Créditos
| - Escrita, compuesta, con arreglos vocales y coproducida por Michael Jackson - Producida por Quincy Jones - Michael Jackson: voz principal y coros - Jimmy Smith: solo de órgano Hammond B3 MIDI - Greg Phillinganes: solo de sintetizador - John Robinson: batería - Douglas Getschal: programación de batería - David Williams: guitarra | - Kim Hutchcroft, Larry Williams: saxofones - Gary Grant, Jerry Hey: trompetas - Paulinho Da Costa: percusión - Christopher Currell: teclados Synclavier, guitarra digital, rubboard (tabla de lavar) - John Barnes, Michael Boddicker, Greg Phillinganes: sintetizadores - Arreglos rítmicos por Michael Jackson, Christopher Currell y Quincy Jones - Arreglos de vientos por Jerry Hey |